# Кубок Украинской ССР по футболу 1952
13-й розыгрыш Кубка УССР состоялся с 6 июля по 3 августа 1952 года. Участие принимали 32 команды. Обладателем Кубка, во второй раз подряд, стал запорожский «Металлург»

## 1/16 финала
| Город              | Команда                            | Счёт | Команда                     |
| ------------------ | ---------------------------------- | ---- | --------------------------- |
| Дружковка          | «Шахтёр» (Дружковка)               | 3:1  | «Динамо» (Днепропетровск)   |
| Запорожье          | «Металлург» (Запорожье)            | 7:0  | Команда Чугуева             |
| Харьков            | «Торпедо» (Харьков)                | +:-  | «Металлург» (Жданов)        |
| Днепропетровск     | «Машиностроитель» (Днепропетровск) | 2:1  | «Дзержинец» (Ворошиловград) |
| Киев               | «Машиностроитель» (Киев)           | +:-  | «Спартак» (Белая Церковь)   |
| Сумы               | «Машиностроитель» (Сумы)           | +:-  | «Энергия» (Полтава)         |
| Житомир            | «Динамо» (Житомир)                 | 3:1  | «Локомотив» (Чернигов)      |
| Винница            | Команда Винницы                    | 1:3  | «Большевик» (Киев)          |
| Львов              | ОДО (Львов)                        | 6:0  | «Спартак» (Станислав)       |
| Владимир-Волынский | Команда Владимира-Волынского       | 1:0  | «Искра» (Самбор)            |
| Золочев            | Команда Золочева                   | 2:3  | «Динамо» (Тернополь)        |
| Черновцы           | «Динамо» (Черновцы)                | 2:1  | «Колхозник» (Берегово)      |
| Херсон             | «Спартак» (Херсон)                 | 0:1  | «Красное Знамя» (Николаев)  |
| Кировоград         | «Трактор» (Кировоград)             |      | Команда Одессы              |
| Одесса             | ОДО (Одесса)                       |      | Команда Измаила             |
| Проскуров          | «Динамо» (Проскуров)               | 1:1  | Команда Ровно               |
| Проскуров          | «Динамо» (Проскуров)               | 3:0  | Команда Ровно               |

## 1/8 финала
| Город     | Команда                    | Счёт | Команда                            |
| --------- | -------------------------- | ---- | ---------------------------------- |
| Дружковка | «Шахтёр» (Дружковка)       | 0:7  | «Металлург» (Запорожье)            |
| Харьков   | «Торпедо» (Харьков)        | 5:0  | «Машиностроитель» (Днепропетровск) |
| Киев      | «Машиностроитель» (Киев)   | +:-  | «Машиностроитель» (Сумы)           |
| Житомир   | «Динамо» (Житомир)         | 1:2  | «Большевик» (Киев)                 |
| Львов     | ОДО (Львов)                | 20:0 | Команда Владимира-Волынского       |
| Тернополь | «Динамо» (Тернополь)       | 0:4  | «Динамо» (Черновцы)                |
| Николаев  | «Красное Знамя» (Николаев) | 3:1  | «Трактор» (Кировоград)             |
| Одесса    | ОДО (Одесса)               | 4:1  | «Динамо» (Проскуров)               |

## Четвертьфинал
| Город     | Команда                    | Счёт | Команда             |
| --------- | -------------------------- | ---- | ------------------- |
| Запорожье | «Металлург» (Запорожье)    | 9:0  | «Торпедо» (Харьков) |
| Киев      | «Машиностроитель» (Киев)   | 3:1  | «Большевик» (Киев)  |
| Львов     | ОДО (Львов)                | 1:0  | «Динамо» (Черновцы) |
| Николаев  | «Красное Знамя» (Николаев) | 4:1  | ОДО (Одесса)        |

## Полуфинал
| Город     | Команда                 | Счёт | Команда                    |
| --------- | ----------------------- | ---- | -------------------------- |
| Запорожье | «Металлург» (Запорожье) | 1:0  | «Машиностроитель» (Киев)   |
| Львов     | ОДО (Львов)             | 5:1  | «Красное Знамя» (Николаев) |

## Финал
| 3 августа 1952 года | \| «Металлург» Запорожье \| 6:3 \| ОДО Львов \| | Запорожье |
| Металлург: Мироненко, Непечий, Донец, Алёшин, Олейник, Пушкарский, Зозуля, Васильев, Кикнадзе, Малахов, Пономарёв Гл. тренер: Григорий Балаба |                                                 |           |
| «Металлург» Запорожье | 6:3                                             | ОДО Львов |